# Renee Paquette
Renee Paquette (* 19. September 1985 in Toronto, Ontario) ist eine kanadische Ringkommentatorin und -interviewerin, die zurzeit bei der Wrestling-Liga AEW unter Vertrag steht. Bekannt wurde sie in der WWE als Renee Young.

## Karriere im Wrestling

### WWE (2012–2020)
Im Oktober 2012 unterschrieb Paquette beim Wrestling-Marktführer World Wrestling Entertainment (WWE). Dort tritt sie unter dem Ringnamen Renee Young auf. Am 29. März 2013 machte sie ihr TV-Debüt bei SmackDown, wo sie Randy Orton, Big Show und Sheamus interviewte.
Zusammen mit Scott Stanford moderierte sie die Pre-Show von WWE Survivor Series 2012. Später wurde Paquette die dritte Hauptmoderatorin von The JBL and Cole Show, die auf YouTube und WWE.com ausgestrahlt wird. Außerdem moderiert sie mit dem WWE Hall of Famer Gene Okerlund die WWE Vintage Collection und ist Host der WWE Network show Unfiltered.
Im September 2013 machte sie ihr Debüt als Ringkommentatorin bei WWE NXT. Am 3. Juli 2014 kündigte die WWE an, dass Paquette offiziell dem WWE-Roster als Kommentatorin hinzugefügt wurde. Damit wurde sie zur ersten Vollzeit-Kommentatorin bei der WWE seit mehr als einem Jahrzehnt. Am 23. August 2020 verließ sie die WWE.

### AEW (ab 2022)
Im Oktober 2022 schloss sie sich All Elite Wrestling an. Ihr Ehemann Jon Moxley war zu dem Zeitpunkt amtierender AEW World Champion.

## Persönliches
Seit dem 9. April 2017 ist sie mit dem Wrestler Jonathan Good (besser bekannt als Dean Ambrose oder Jon Moxley) verheiratet.

## Erfolge
- WWE
  - Slammy Award für Favorite Web Show of the Year (2013) – mit Michael Cole und John „Bradshaw“ Layfield (The JBL and Cole Show)